# Nissan Primera P11
Pour les articles homonymes, voir Nissan Primera.
La Nissan Primera P11 est une automobile produite par Nissan de 1995 à 2002. Il s'agit de la deuxième génération de Nissan Primera depuis 1990.

## Présentation
Entre 1995 et 1996, Nissan lance la Primera deuxième génération au Japon et en Europe. Ce nouveau modèle est en réalité plus une remise au goût du jour du modèle précédent qu'une nouvelle voiture : tous les blocs moteurs proposés sur ce modèle à l'exception du moteur 1,8 litre essence sont des reprises de la P10 légèrement retravaillée pour obtenir plus de couple ou de puissance, tout comme le châssis, qui n'a subi que quelques réglages afin d'améliorer l'agilité et les sensations de conduite déjà excellentes de la génération précédente. Comme la P10, la Primera P11 est déclinée en versions berline et break et est équipée soit d'un moteur essence 1,6, 1,8 ou 2 litres, soit d'un moteur diesel 2 litres turbocompressé. Le constructeur apporte une amélioration en rajoutant la suspension arrière multibras.
Au Japon, la Primera est initialement produite avec un moteur SR18DE, SR20DE ou SR20VE et vendue en berline. Nissan introduit également une transmission automatique CVT, dont une version Tiptronic à six vitesses pour les séries M6 G-V, Autech et la berline Te-V. La Primera HP11 TE-V est équipée d'un moteur SR20VE et une transmission automatique CVT-M6. En plus de la Primera originale, Nissan lance un modèle clone, la Primera Camino, pour les différents réseaux de distribution. Aux États-Unis, Nissan continue à vendre la Primera sous la marque Infiniti avec les mêmes modifications esthétiques que la Primera Camino au niveau de la calandre et des feux arrière. 
Au Royaume-Uni, la berline 5 portes et la break sont produites à partir de 1997. Certaines sont équipées d'un moteur SR20DE et une transmission automatique. Entre 1997 et 1998, la Primera P11 est aussi assemblée à Wiri, en Nouvelle-Zélande. En 1998, Nissan y lance la Primera SMX en nombre limité. Produite en collaboration avec le fabricant de pièces automobiles Stillen Sports Parts, la SMX dispose de freins à disques percés en croix, des ressorts Eibach et un kit carrosserie plus agressif. Seuls 24 exemplaires seront commercialisés.

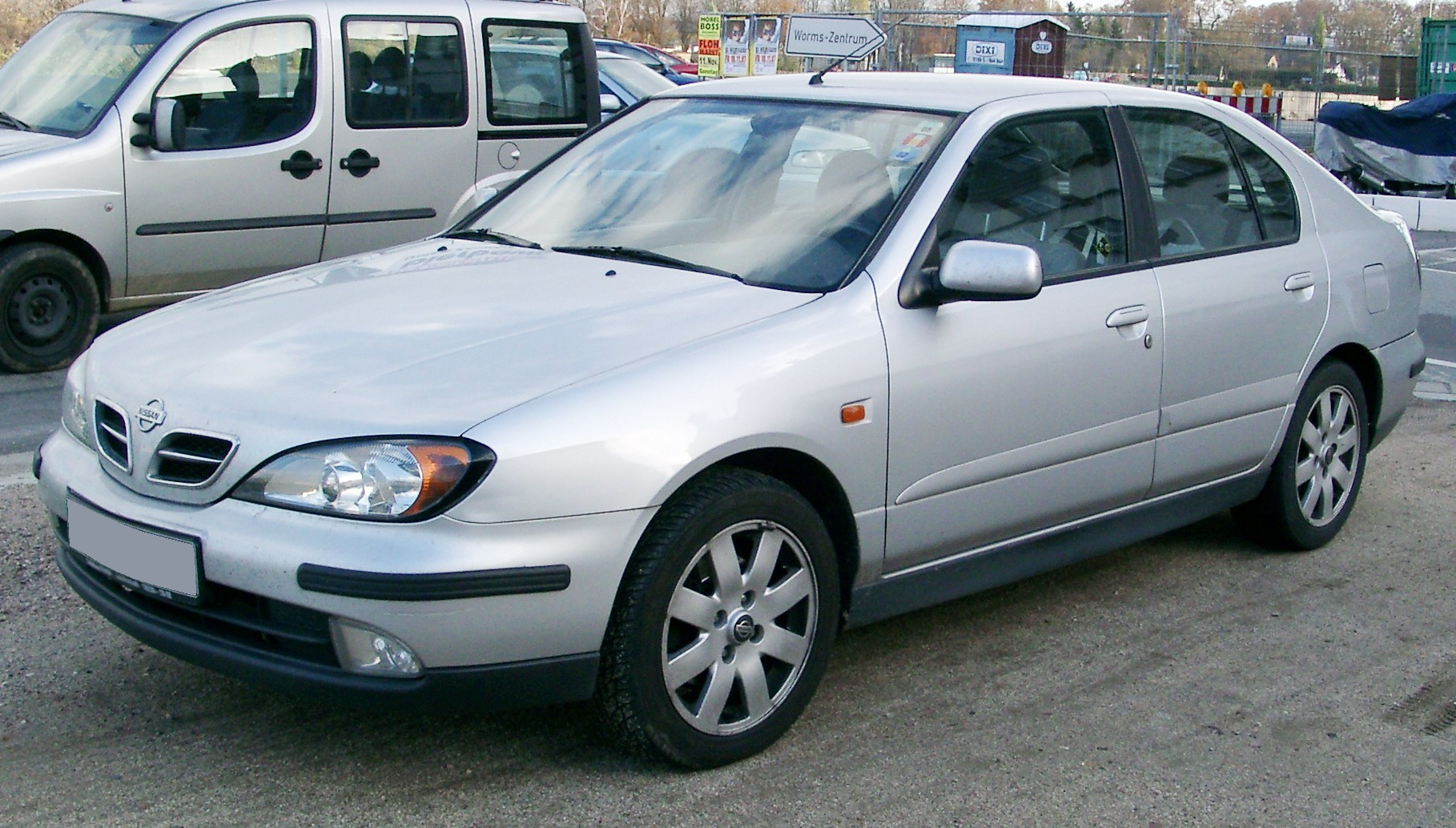
Nissan Primera P11 Phase II

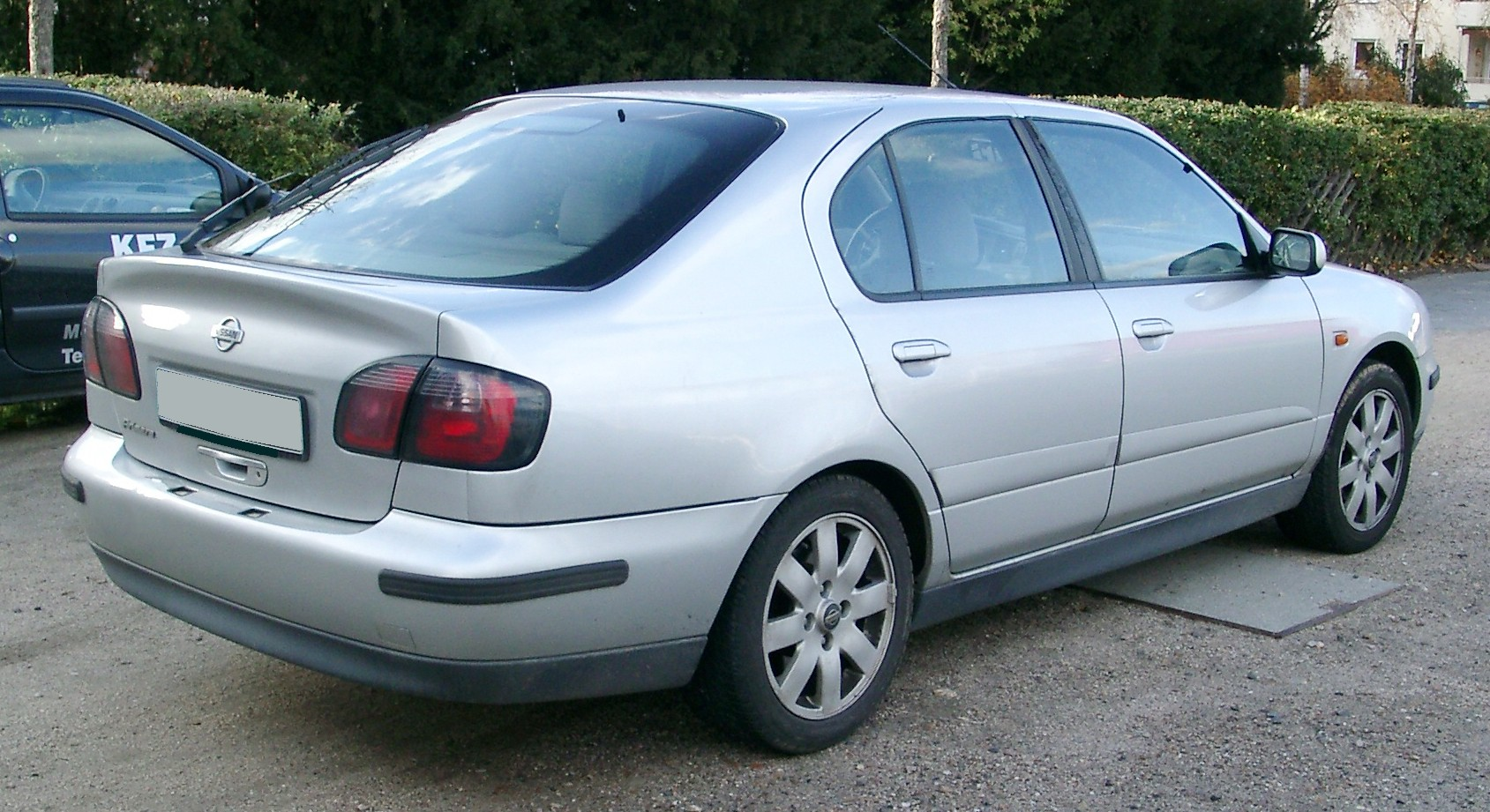
Nissan Primera P11 Phase II

En 1999, Nissan restyle la Primera. La partie avant est redessinée avec une calandre en forme d'ailes et les phares s'équipent de projecteurs modernes à diodes. Certains modèles plus haut de gamme sont même dotés de phares au xénon. La Primera subit aussi des modifications techniques. Les modèles d'entrée de gamme tels que la "S" sont désormais équipés d'une climatisation automatique et de coussins gonflables latéraux et avant. D'autres modèles reçoivent un moteur essence 1,8 litre QG18DE. Ces nouvelles Primera reçoivent alors le code P11-144. Cette modernisation ne s'applique cependant pas à tous les modèles Primera et Camino en-dehors de l'Europe, puisque Nissan les différencie du modèle Infiniti.
La Primera P11 est remplacée par la P12 en 2002.

## Galerie

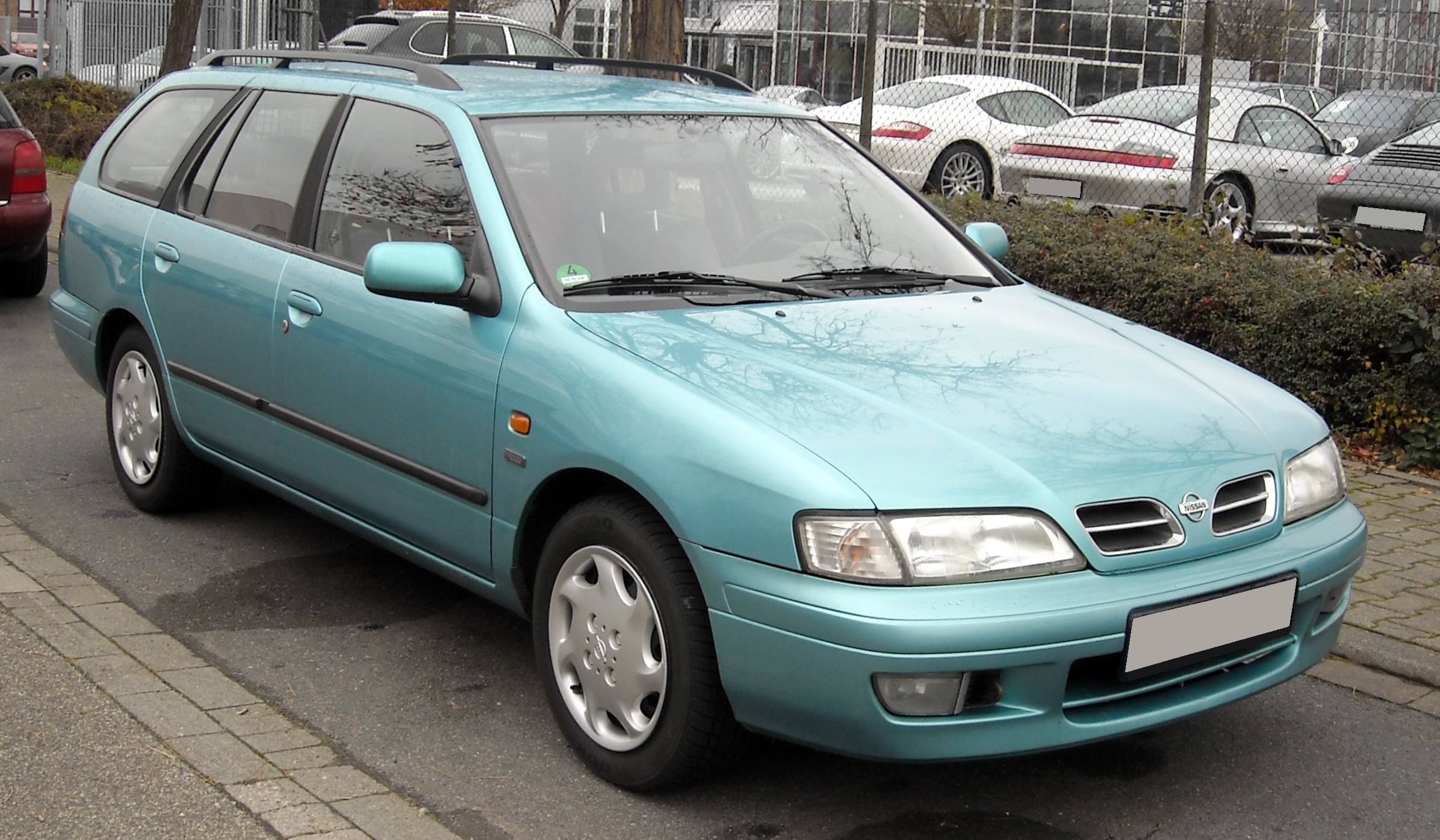
Nissan Primera P11 Break
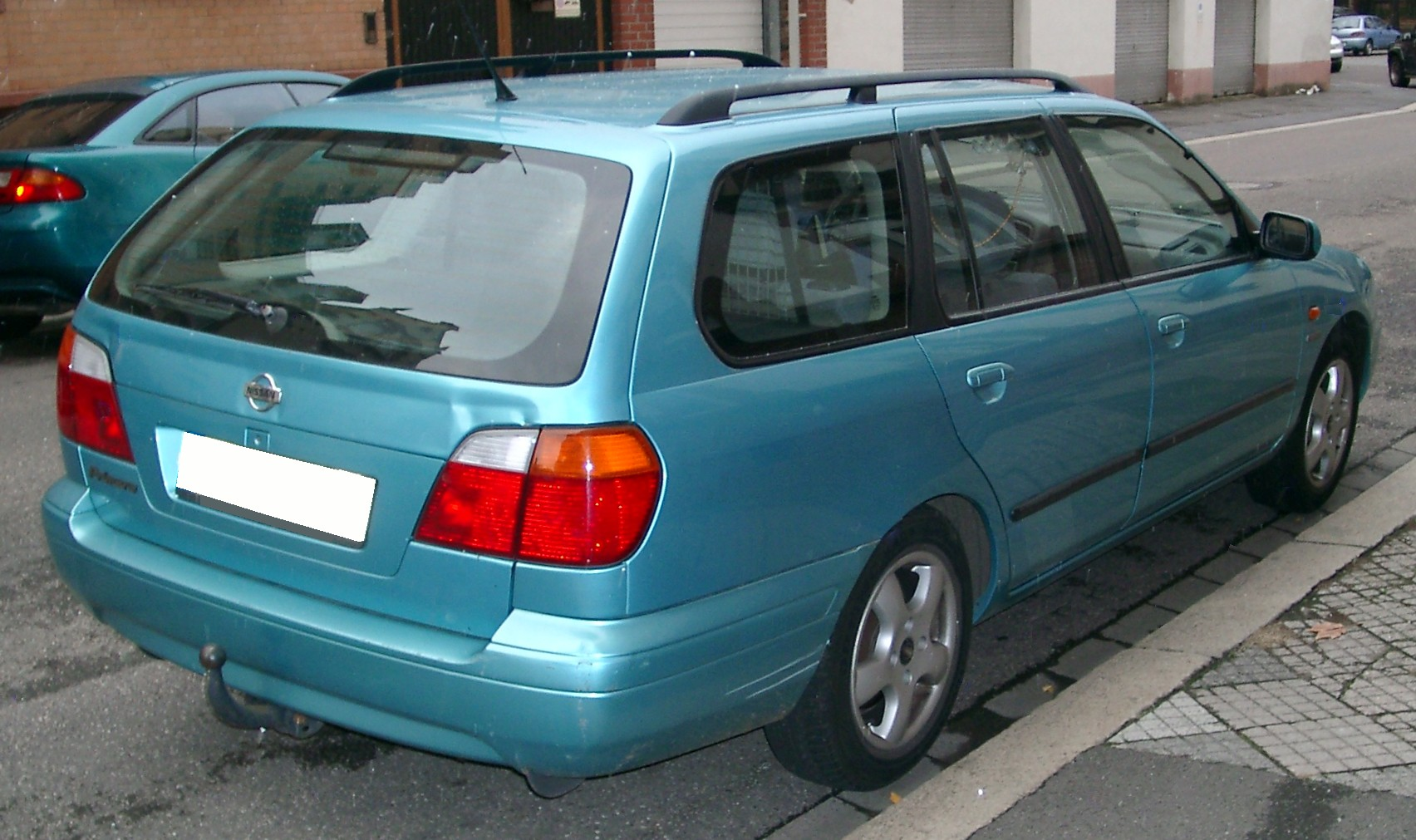
Nissan Primera P11 Break
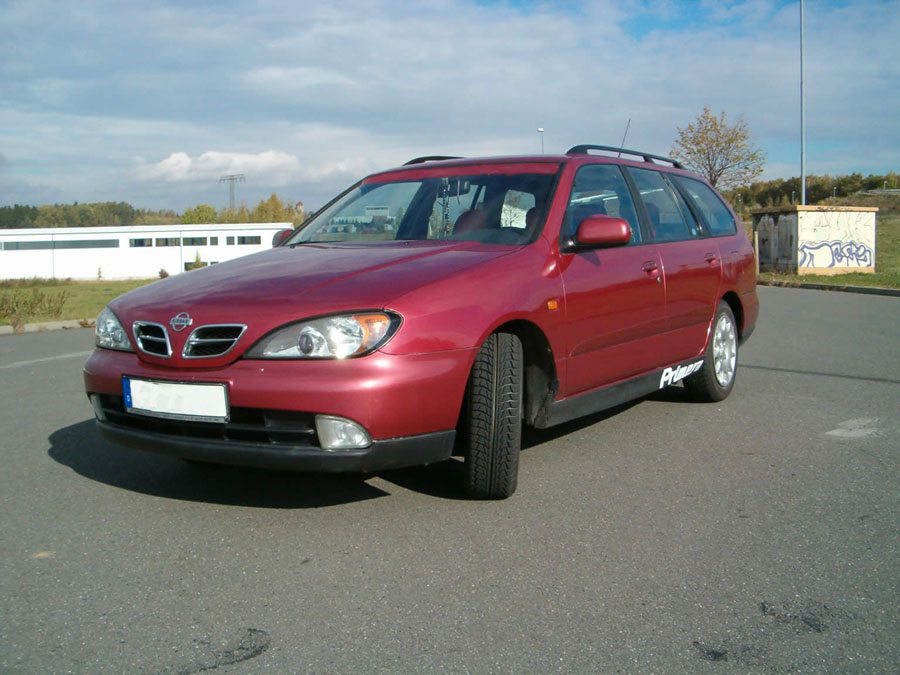
Nissan Primera P11-144 Break